# Clovia aruensis
Clovia aruensis är en insektsart som beskrevs av Jacobi 1921. Clovia aruensis ingår i släktet Clovia och familjen spottstritar. Inga underarter finns listade i Catalogue of Life.